# 迷惑防止条例
迷惑防止条例（日语：／）是日本的一系列条例，旨在透過防止對公眾造成顯著妨擾（迷惑）的暴力性不良行為等，維護居民平穏生活。目前全47個都道府縣及部分市町村均有制定，名称大多為「迷惑防止条例」或「對公眾造成顯著妨擾的暴力性不良行為等防止相關条例」（公衆に著しく迷惑をかける暴力的不良行為等の防止に関する条例）等。
1962年，東京都率先制定這条例，及後全国各地紛紛跟進。條例最初名為愚連隊防止条例（ぐれん隊防止条例），当時愚連隊已成為社会問題，條例重点在於防止他們的粗暴行為。時至今日，除愚連隊的粗暴行為外，條例禁止的行為已擴展至黃牛、痴漢、纏擾、發放色情傳單、強賣、偷拍、偷窺、攬客、星探等等。由於違反時的罰則由各自治体自行規定，不同的自治体處罰力度有較大不同，亦有自治体選擇制定多項条例。条例的一些内容有時會引發社會爭論。
迷惑防止条例並非親告罪，無受害者之告訴亦可提起公訴。

## 各都道府縣条例
| 都道府縣 | 条例名         | 大意                                                                                              |
| -------- | -------------- | ------------------------------------------------------------------------------------------------- |
| 北海道   |                | 對公眾造成顯著妨擾的暴力性不良行為等防止相關条例                                                  |
| 青森縣   |                | 青森縣迷惑行為等防止條例                                                                          |
| 秋田縣   |                | 對公眾造成顯著妨擾的暴力性不良行為等防止相關条例                                                  |
| 岩手縣   |                | 對公眾造成顯著妨擾的行為防止相關条例                                                              |
| 宮城縣   |                | 對公眾造成顯著妨擾的暴力性不良行為等防止相關条例 宮城縣粉色傳單根絕活動促進相關條例               |
| 山形縣   |                | 對公眾造成顯著妨擾的暴力性不良行為等防止相關条例                                                  |
| 福島縣   |                | 福島縣迷惑行為等防止條例 福島縣粉色傳單等規制相關條例                                             |
| 茨城縣   |                | 對公眾造成顯著妨擾的行為防止相關条例 茨城縣強賣等防止條例 茨城縣入場券等不當買賣行為防止相關條例  |
| 栃木縣   |                | 對公眾造成顯著妨擾的暴力性不良行為等防止相關条例                                                  |
| 群馬縣   |                | 對公眾造成顯著妨擾的暴力性不良行為等防止相關条例                                                  |
| 埼玉縣   |                | 埼玉縣迷惑行為防止條例                                                                            |
| 千葉縣   |                | 對公眾造成顯著妨擾的暴力性不良行為等防止相關条例 千葉縣粉色傳單等揭示、頒布、放入等禁止等相關條例 |
| 東京都   | [ 4 ] [ 註 1 ] | 對公眾造成顯著妨擾的暴力性不良行為等防止相關条例                                                  |
| 神奈川縣 |                | 神奈川縣迷惑行為防止條例                                                                          |
| 新潟縣   |                | 新潟縣迷惑行為等防止條例                                                                          |
| 長野縣   |                | 對公眾造成顯著妨擾的暴力性不良行為等防止相關条例                                                  |
| 山梨縣   |                | 對公眾造成顯著妨擾的暴力性不良行為等防止相關条例                                                  |
| 静岡縣   |                | 對公眾造成顯著妨擾的暴力性不良行為等防止相關条例                                                  |
| 愛知縣   |                | 對公眾造成顯著妨擾的暴力性不良行為等防止相關条例                                                  |
| 岐阜縣   |                | 對公眾造成顯著妨擾的暴力性不良行為等防止相關条例                                                  |
| 富山縣   |                | 對公眾造成顯著妨擾的暴力性不良行為等防止相關条例                                                  |
| 石川縣   |                | 對公眾造成顯著妨擾的暴力性不良行為等防止相關条例                                                  |
| 福井縣   |                | 對公眾造成顯著妨擾的暴力性不良行為等防止相關条例                                                  |
| 三重縣   |                | 對公眾造成顯著妨擾的暴力性不良行為等防止相關条例                                                  |
| 滋賀縣   |                | 滋賀縣迷惑行為等防止條例                                                                          |
| 京都府   |                | 京都府迷惑行為防止條例                                                                            |
| 奈良縣   |                | 對公眾造成顯著妨擾的暴力性不良行為等防止相關条例                                                  |
| 大阪府   |                | 對公眾造成顯著妨擾的暴力性不良行為等防止相關条例 行商人強賣防止相關條例                           |
| 兵庫縣   |                | 對公眾造成顯著妨擾的暴力性不良行為等防止相關条例                                                  |
| 和歌山縣 |                | 對公眾造成顯著妨擾的暴力性不良行為等防止相關条例                                                  |
| 岡山縣   |                | 對公眾造成顯著妨擾的暴力性不良行為等防止相關条例                                                  |
| 廣島縣   |                | 對公眾造成顯著妨擾的暴力性不良行為等防止相關条例                                                  |
| 山口縣   |                | 山口縣迷惑行為防止條例 山口縣強賣等防止條例                                                       |
| 鳥取縣   |                | 對公眾造成顯著妨擾的暴力性不良行為等防止相關条例                                                  |
| 島根縣   |                | 對公眾造成顯著妨擾的暴力性不良行為等防止相關条例 強賣等防止相關條例                               |
| 愛媛縣   |                | 對公眾造成顯著妨擾的暴力性不良行為等防止相關条例                                                  |
| 香川縣   |                | 香川縣迷惑行為等防止條例                                                                          |
| 高知縣   |                | 高知縣對公眾造成顯著妨擾的暴力性不良行為等防止相關条例 強賣等防止條例                             |
| 德島縣   |                | 德島縣迷惑行為防止條例                                                                            |
| 福岡縣   |                | 對公眾造成顯著妨擾的暴力性不良行為等防止相關条例 福島縣強賣等防止條例                             |
| 佐賀縣   |                | 對公眾造成顯著妨擾的暴力性不良行為等防止相關条例                                                  |
| 長崎縣   |                | 對公眾造成顯著妨擾的暴力性不良行為等防止相關条例                                                  |
| 大分縣   |                | 對公眾造成顯著妨擾的暴力性不良行為等防止相關条例                                                  |
| 熊本縣   |                | 對公眾造成顯著妨擾的暴力性不良行為等防止相關条例                                                  |
| 宮崎縣   |                | 對公眾造成顯著妨擾的行為防止相關条例 強賣等防止條例                                               |
| 鹿兒島縣 |                | 令公眾感到不安等的行為防止相關条例                                                                |
| 沖繩縣   |                | 對公眾造成顯著妨擾的暴力性不良行為等防止相關条例                                                  |

## 相關事件
日本航空1402班機空中服務員裙底偷拍事件
2012年9月10日早間，在高松往羽田的日本航空1402班機内，一名34歲男子懷疑用原子筆型相機偷拍27歲空中服務員裙底，同日被警察依干犯兵庫縣迷惑防止条例（盗攝）嫌疑拘捕。
由於取締偷拍行為的迷惑防止条例由各都道府縣制定，而在飛行中的航班上偷拍，難以查出行為發生時飛機飛至何處，条例適用一直被認為有困難。此次事件中，警察透過安全帶指示燈熄滅時間及目擊者證言，推定偷拍行為發生於早間8時9分，又查閲航跡圖，得知當時飛機正在兵庫縣篠山市（現丹波篠山市）上空，最終成功拘捕嫌犯，是全国首次有人在飛行中的航班偷拍被捕。
男子被捕後承認嫌疑，稱「喜歡制服，結果就偷拍了」。警察取得男子家中電腦，發現存有大量懷疑偷拍圖片。
然而，由於篠山市位於兵庫縣東部，以飛機每分鐘飛行15公里計算，僅需約1分即可飛離兵庫縣，機上乘客亦無人看錶，無足夠證據認定偷拍發生時間，檢察最後認為「無法完全認定發生在篠山市上空」，同年10月保留處分釋放男子，及後作出不起訴處分。

## 脚注

### 註解
1. ↑  2018年7月1日，迷惑防止条例修例，除恋愛感情外，基於惡意感情等進行的纏擾行為納入規制對象。